# Mar de Sardenya
La mar de Sardenya (en sard Mare de Sardigna, en italià Mar di Sardegna) és l'àrea de la Mediterrània occidental situada al Mar Balear entre la costa oest de l'illa de Sardenya i l'arxipèlag Balear. El port principal és la ciutat de l'Alguer.
És una denominació aplicada sobretot a la part de mar propera a les costes sardes, mentre que a la que banya les illes Balears no se sol utilitzar. Així doncs, habitualment no es considera que el port de Maó, per exemple, formi part de la mar de Sardenya.